# 4885 Grange
4885 Grange је астероид главног астероидног појаса са средњом удаљеношћу од Сунца која износи 2,431 астрономских јединица (АЈ).
Апсолутна магнитуда астероида је 14,4.